# Chapelle Saint-Donat de Saint-Servais
La chapelle Saint-Donat est un petit édifice religieux catholique du début du XIXe siècle sis à Saint-Servais, un faubourg de la ville de Namur en Belgique.
Construite en 1813 à la jonction de voies urbaines, auxquelles elle a donné son nom - la rue Saint-Donat et la rue de la chapelle – elle servait à l’origine de ‘reposoir’ pour les défunts, c’est-à-dire endroit où les corps des défunts venant de lieux difficilement accessibles étaient déposés dans l’attente de la levée du corps faite par le prêtre qui le conduisait, en procession, alors à l’église pour la cérémonie des funérailles. Cette pratique cessa aux environs de 1900. 
Saint Donat, un centurion romain, est souvent invoqué pour se protéger contre la foudre, la grêle et d'une manière générale contre les intempéries.
Au XXe siècle les processions paroissiales (paroisse Sainte-Croix de Saint-Servais), lors de fêtes liturgiques importantes (fête du Saint-Sacrement) passaient devant la chapelle où elles faisaient une pause pour chants et adoration devant l’autel de la chapelle rehaussé pour l'occasion de brillantes décorations, fleurs, cierges et encens. 
La chapelle fut entièrement rénovée et bénite à nouveau le 23 mars 2014. Des deux tilleuls qui l’encadraient seul de celui de gauche a survécu. Il porte des traces de ce qu’il fut dans le passé : un arbre à clous.